# Parus monticolus
Parus monticolus é uma espécie de ave da família Paridae.
Pode ser encontrada nos seguintes países: Bangladesh, Butão, China, Índia, Laos, Myanmar, Nepal, Paquistão, Taiwan e Vietname.
Os seus habitats naturais são: florestas boreais, florestas temperadas e florestas subtropicais ou tropicais húmidas de baixa altitude.